# 森田真生
森田 真生（もりた まさお、1985年 - ）は数学をテーマとした著作・講演活動などを行う日本の「独立研究者」。京都府在住。

## 経歴
東京都出身。幼少期をアメリカ・シカゴで過ごす。桐朋中学校・高校時代はバスケットボール部に所属し、当時の桐朋高校バスケットボール部が武術家の甲野善紀の著作を参考にナンバ走りを取り入れてインターハイへと進んだことから甲野の身体論に影響を受けるようになる。桐朋高卒業後、2004年に東京大学文科二類に入学。当時流行していたITベンチャービジネスに興味を持ち、シリコンバレーで企業の経営者にアポイントをとっている過程で株式会社サルガッソーの鈴木健と知り合い、プログラマーとして働くことになる。物理学科出身の鈴木から多大な影響を受けて数学はじめ理系の学問に関心を持ち始め、東京大学工学部システム創成学科知能社会システムコースに進学。卒業後、東京大学理学部数学科に学士入学。東大数理科学研究科の大学院入試に不合格。大学卒業後の2010年、福岡県糸島市に数学道場を設立。2012年より京都に移り、在野で研究活動を行う傍ら、「数学の演奏会」や「大人のための数学講座」などのライブ活動を全国で行っている。短歌の新人賞「笹井宏之賞」の選考委員を務める。
2016年、初の単著『数学する身体』で第15回小林秀雄賞を受賞。2022年、『計算する生命』で第10回河合隼雄学芸賞を受賞。

## 著書
- 『数学する身体』新潮社、2015年／新潮文庫 、2018年[4]
- 『みんなのミシマガジン×森田真生 0号』ミシマ社 、2016年
- 『アリになった数学者』 (たくさんのふしぎ傑作集) 脇阪克二 絵、福音館書店、2018.10
- 『数学の贈り物』ミシマ社、2019.3
- 『計算する生命』新潮社、2021.4
- 『僕たちはどう生きるか　言葉と思考のエコロジカルな転回』集英社、2021.9

### 共著・編著
- 岡潔『数学する人生』新潮社、2016年　のち文庫
- 『リーダーの教養書 11名の選者による〈保存版〉ブックガイド』出口治明,楠木建,岡島悦子,猪瀬直樹,中島聡,大竹文雄,長谷川眞理子,大室正志,岡本裕一朗,上田紀行共著　幻冬舎 2017年